# Pühalepa-Harju
Koordinaten: 58° 57′ N, 22° 54′ O

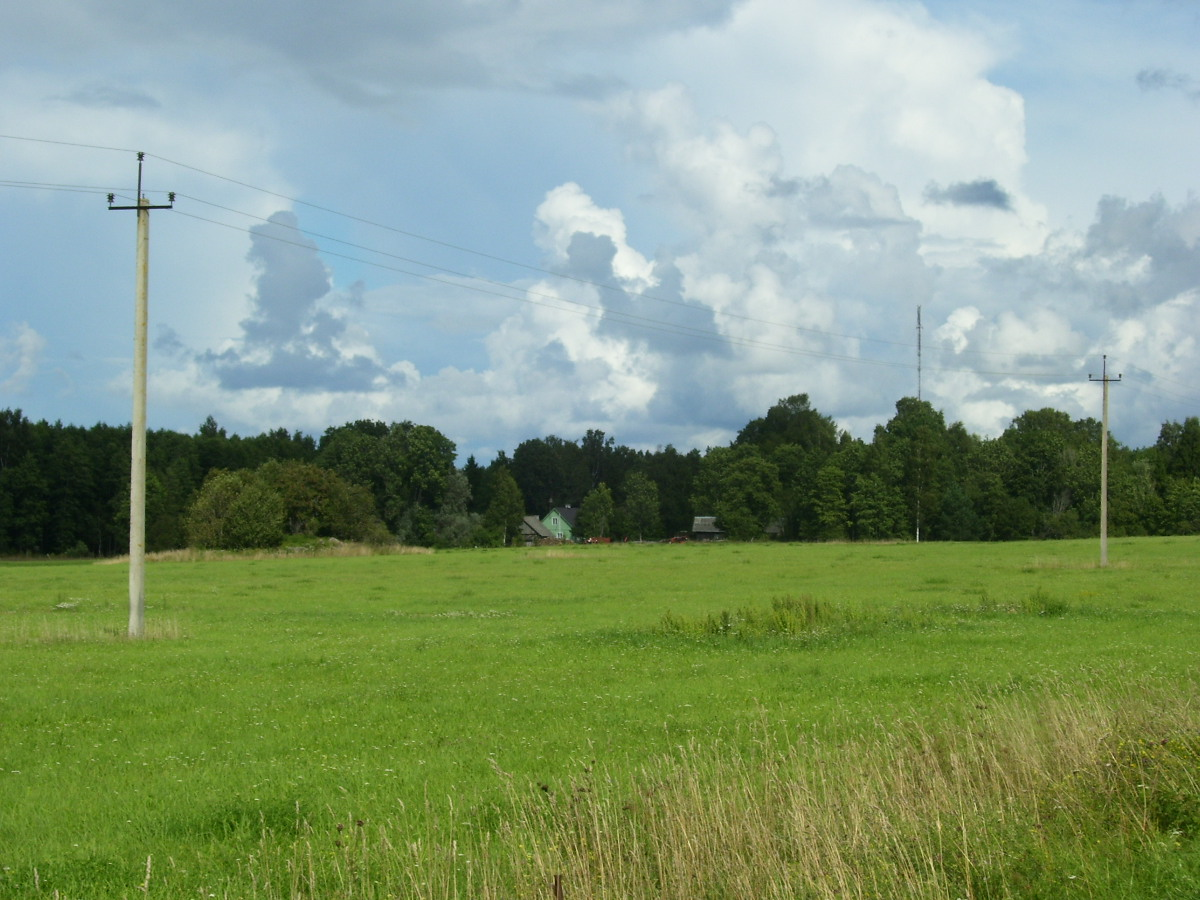
Blick auf den zu Pühalepa-Harju gehörenden Bauernhof Kopli

Pühalepa-Harju (deutsch Harjo) ist ein Dorf (estnisch küla) in der Landgemeinde Hiiumaa (bis 2017: Landgemeinde Pühalepa). Es liegt auf der zweitgrößten estnischen Insel Hiiumaa (deutsch Dagö). Bis zur Neugründung der Landgemeinde Hiiumaa hieß der Ort „Harju“ und wurde umbenannt, um sich von Harju zu unterscheiden, da beide nun in derselben Landgemeinde liegen.

## Beschreibung des Ortes
Pühalepa-Harju liegt neun Kilometer von Kärdla entfernt.
Der Ort wurde 1558 erstmals urkundlich erwähnt. Er hat heute 10 Einwohner (Stand 31. Dezember 2011).

## Persönlichkeiten
Berühmtester Sohn des Ortes ist der populäre estnische Kinderbuchautor Julius Oengo. Er wurde 1901 in Pühalepa-Harju geboren. Oengo wurde 1941 von den sowjetischen Besatzungsbehörden hingerichtet.